# Apertauroria
Apertauroria es un género de foraminífero bentónico de la familia Auroriidae, de la superfamilia Parathuramminoidea, del suborden Fusulinina y del orden Fusulinida. Su especie tipo es Auroria (Apertauroria) aperta. Su rango cronoestratigráfico abarca desde el Givetiense (Devónico medio) hasta el Fameniense (Devónico superior).

## Discusión
Clasificaciones más recientes incluirían Apertauroria en el suborden Parathuramminina, del orden Parathuramminida, de la subclase Afusulinina y de la clase Fusulinata.

## Clasificación
Apertauroria incluye a la siguiente especie:
- Apertauroria aperta †